# Birger Magnusson
Birger Magnusson (1280 – 31. května 1321) byl králem Švédska v letech 1290 až 1318. Byl synem Magnuse III. a Helvig Holštýnské.

## Vláda
Birger byl formálně králem od roku 1290 (králem byl prohlášen dokonce už ve svých čtyřech letech, aby mu otec usnadnil nástupnictví), v roce 1298 dosáhl plnoletosti. Tehdy se také ve Stockholmu oženil s princeznou Markétou Dánskou. O dva roky později se Markétin bratr, král Erik VI. Dánský, oženil s Birgerovou sestrou Ingeborg. V roce 1302 byl švédský královský pár v Söderköpingu korunován.
Birger vedl válku o moc nad švédskými územími se svými bratry Erikem a Valdemarem. V roce 1306 se dočasně smířili a Birgerův syn Magnus byl svými strýci uznán jako následník trůnu. Později však krále jeho bratři uvěznili a propustili až po intervenci dánského krále v roce 1308. Birger zůstal především titulárním králem, jeho bratři si začali budovat svá samostatná království. Během oslav Vánoc v roce 1317 na hradě Nyköping Birger bratry zajal a nechal vyhladovět k smrti.
Dlouholeté neshody, nepokoje a boje v roce 1318 vyústily k sesazení a útěku krále. Společně s manželkou se uchýlil do Dánska, kde žili pod ochranou jejího bratra. V roce 1320 byl zavražděn Birgerův nejstarší syn Magnus a sám Birger zemřel o rok později, v roce 1321. Pohřben je v kostele sv. Benedikta z Nursie v klášteře v Ringstedu.

## Potomci
- Magnus Birgersson (1300–1320), švédský princ následník;
- Erik Birgersson († 1319), arcijáhen v Uppsale;
- Agnes Birgersdotter († před rokem 1344), řeholnice v klášteře Slangerup;
- Kateřina Birgersdotter († před rokem 1320);
- další dva synové, kteří zemřeli před rokem 1320.